# ムリロ・フィスシャー
ムリロ・フィッシャー（Murilo Fischer、1979年6月16日 - ）は、ブラジル、ブルスキ出身の自転車競技（ロードレース）選手。

## 経歴
2003年
- B・世界選手権自転車競技大会・個人ロードレース優勝。

2004年、ドミーナ・ヴァカンツェと契約を結びプロ転向。
- アテネオリンピック・個人ロード62位。

2005年、ナトゥリーノ＝サポーネ・ディ・マーレに移籍。
- UCIヨーロッパツアー初代総合優勝者
- ジロ・デル・ピエモンテ優勝
- 世界選手権・個人ロード5位。

2007年、リクイガスに移籍。
- ツール・ド・フランス初出場、総合101位。
- ツール・ド・ポローニュ区間1勝。

2008年
- 北京オリンピック・個人ロード20位。

2009年
- ジロ・デッラ・ロマーニャ優勝。

2010年、ガーミン・トランジションズ（現 ガーミン・バラクーダ）に移籍。
- 国内選手権・個人ロードレース優勝。

2013年、FDJに移籍。